# Juan Ugalde
Juan Ugalde (Bilbao, 1958) es un pintor figurativo español, conocido por sus obras de técnica mixta que fusionan pintura y fotografía. 

## Trayectoria
Tras estudiar Bellas Artes en Madrid, se dio a conocer a mediados de los ochenta con pinturas de estilo expresionista abstracto y cercanas al bad painting, haciendo uso de técnica mixta. También ha sido encuadrado habitualmente en el pop art, debido a sus obras con referencias a la cultura popular a medio camino entre la pintura y el cómic. En 1986, con una Beca Fullbright, se trasladó a vivir a Nueva York, donde entró en contacto con Patricia Gadea, Mariano Lozano y Dionisio Cañas, con los que en 1989 fundó el colectivo Estrujenbank. El colectivo realizó una obra de crítica social combinando pintura, cómic, elementos publicitarios o performances.
A partir de 1992, tras la disolución de Estrujenbank, comenzó a usar la fotografía como base de sus obras, que luego intervenía a través de la pintura y el collage.Su obra ha reflexionado acerca de temas como el desarrollo urbanístico descontrolado, la contaminación, la vida en las chabolas o la especulación urbanística en el contexto de la globalización, y combina elementos de crítica social con otros humorísticos e irónicos.
Entre el 2000 y 2007 editó la revista SOS Emergen Sumergin Art, y ha colaborado con Dionisio Cañas en el proyecto La Mancha Revolution.

## Legado
Su obra se encuentra en múltiples colecciones públicas y privadas, tales como el MNCARS, MUSAC, Museo de Bellas Artes de Álava, Fundación La Caixa o Museo Patio Herreriano. En 2023 el MUSAC le dedicó la retrospectiva La nave de los locos.

## Libros
- Un cuaderno realizado por Juan Ugalde. Galería Estampa, Madrid, 1984.
- Estrujenbank, ed. (1992). Los tigres se perfuman con dinamita. Barcelona: Editorial Gramma. ISBN 9788486060053.
- Juan Ugalde, Dibujos. Editorial Aldecoa,

Burgos, 1996.
- Juan Ugalde. Actes Sud/Altadis, París, 2001.
- La Mancha Revolution (con Dionisio Cañas). Ediciones Originales, Barcelona, 2005.
- Cañas, Dionisio; Lozano, Mariano; Ugalde, Juan (2008). Tot Estrujenbank. Hojalatería y pintura en general. Madrid: El Garaje Ediciones. ISBN 978-84-936230-2-9.